# Bosc Estatal de Campilles
El Bosc Estatal de Campilles (en francès, oficialment, Forêt Domaniale des Campilles) és un bosc del terme comunal de Toès i Entrevalls, a la comarca del Conflent, de la Catalunya del Nord.
Està situat al sud-oest del terme de Toès i Entrevalls, a l'esquerra del Torrent de Carançà i a la dreta del Torrent de la Sorda, a migdia de la Tet, bastant enlairat per damunt de la llera d'aquest riu, que queda una mica allunyat.
El bosc està sotmès a una explotació gestionada per l'Office National des Forêts (ONF); la propietat del bosc és de l'estat francès, ja que procedeix d'antigues propietats reials. Té el codi identificador de l'ONF F16248X.